# Cantone di Olmeto
Il Cantone di Olmeto era una divisione amministrativa dell'arrondissement di Sartena.
A seguito della riforma approvata con decreto del 24 febbraio 2014, che ha avuto attuazione dopo le elezioni dipartimentali del 2015, è stato soppresso.
I 6 comuni facenti parte prima della riforma del 2014 erano:
- Arbellara
- Fozzano
- Olmeto
- Propriano
- Santa Maria-Figaniella
- Viggianello